# Shuichi Nagaoka
Shuichi Nagaoka oder auch Hideichi Nagaoka (japanisch 永岡 秀一, * 17. September 1876 in Okayama; † 22. November 1952) war ein japanischer Judoka und einer der ersten 10.-Dan-Träger.

## Leben und Karriere
Nagaoka kam 1892 nach Tokio und trat im Januar 1893 dem Kodokan bei. Im September 1894 erreichte er den 1. Dan. Im Mai 1913 wurde er von Jigoro Kano eingeladen, als Kodokan-Trainer zu fungieren. Er unterrichtete außerdem an der Tokyo Advanced Teachers Training School und war als Judo-Lehrer für das Tokyo Metropolitan Police Department und die Chuo-Universität tätig. Im Dezember 1937 wurde ihm der 10. Dan verliehen. Nagaoka erhielt Bekanntheit für seine Selbstopfertechniken (Sutemi-waza), im spezifischen Ura-nage.